# Jean Chacornac
Jean Chacornac (Lyon, 21. lipnja 1823. – Villeurbanne, 23. rujna 1873.) bio je francuski astronom.
Radio je u marseilleskoj zvjezdarnici od 1854. godine. Otkrio je 6 asteroida (vidi prikaz) i zvijezdu NGC 1988.
Njemu u čast su nazvani asteroid 1626 Chacornac te Mjesečev krater Chacornac.
| 25 Phocaea    | 6. travnja 1853.    |
| 33 Polyhymnia | 28. listopada 1854. |
| 34 Circe      | 6. travnja 1855.    |
| 38 Leda       | 12. siječnja 1856.  |
| 39 Laetitia   | 8. veljače 1856.    |
| 59 Elpis      | 12. rujna 1860.     |